# ميدان سعد زغلول

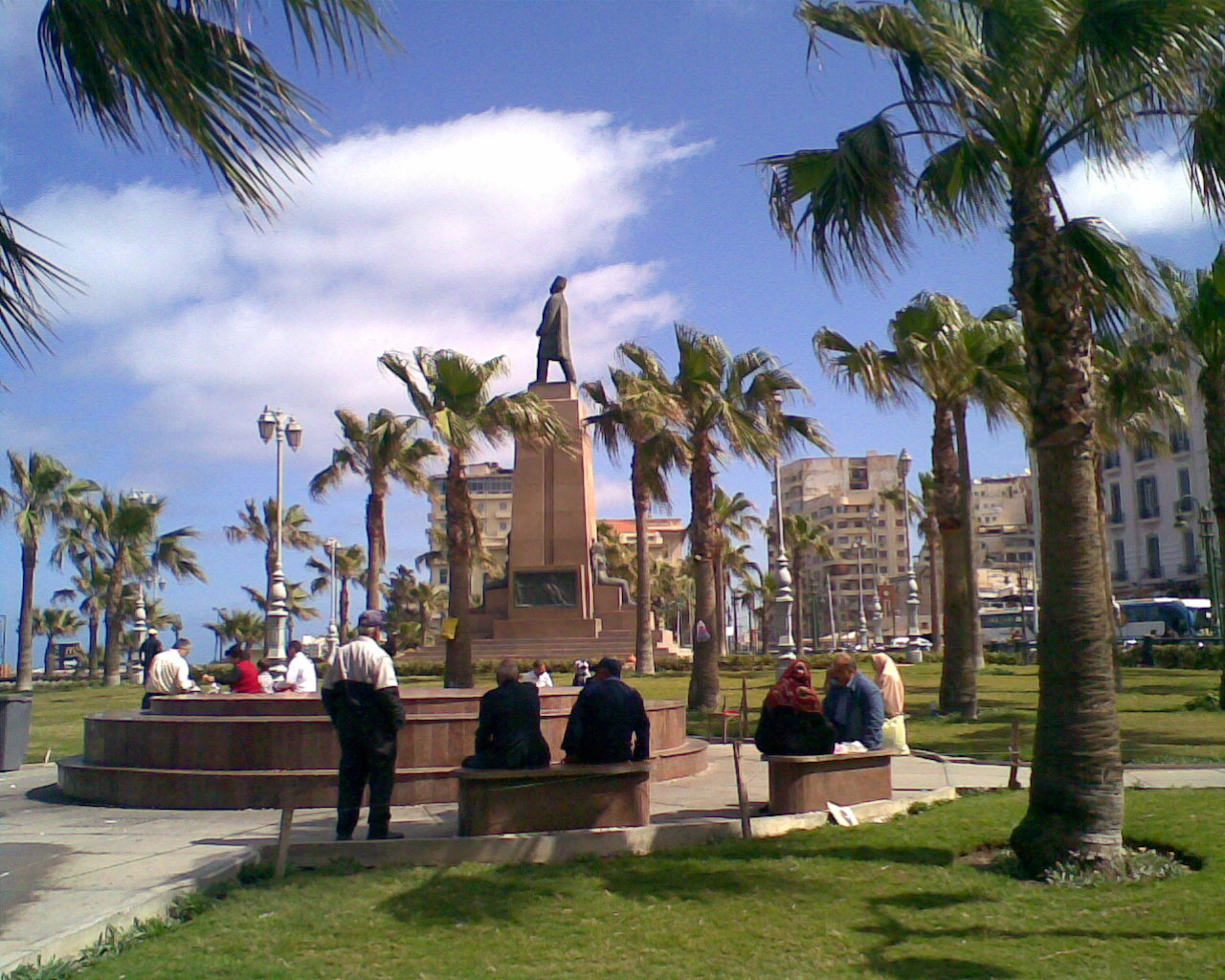

ميدان سعد زغلول أحد أهم ميادين الإسكندرية.

## التاريخ

### ثورة 25 يناير
احتضن مظاهرات حاشدة لإسقاط نظام مبارك.